# Assemblea Uruguai
L'Assemblea Uruguai (en castellà, Asamblea Uruguay) és un partit polític socialdemòcrata de l'Uruguai. Integra la coalició del Front Ampli, actual força política governant. L'Assemblea Uruguai va ser fundada el 1994 pel senador frontamplista Danilo Astori. Si bé forma part de la coalició esquerrana coneguda com a Front Ampli, és un moviment de principis centristes i moderats.
Actualment compta amb diversos grups de treball, també amb militants joves sota el nom de Jota21: Jóvenes Organizados Trabajando en Asamblea («Joves Organitzats Treballant a l'Assemblea»).

## Militants destacats
- Danilo Astori
- Alberto Cid
- Enrique Pintado
- Carlos Baraibar
- Jorge Orrico